# Запрудье (Волынская область)
Запрудье (укр. Запруддя) — село в Сошичненской сельской общине Камень-Каширского района Волынской области Украины.
Население по переписи 2024 года составляет 170 человек. Почтовый индекс — 44543. Телефонный код — 3357. Занимает площадь 1,563 км².